# Hành trình văn hóa
Hành trình văn hóa là một chương trình trò chơi truyền hình về văn hóa Việt Nam và thế giới được sản xuất dựa trên format của Mỹ bởi  Đài Truyền hình Việt Nam. Chương trình được phát sóng trên kênh VTV3 vào 19:50 thứ Bảy (từ 21 tháng 8 năm 2003 phát vào thứ Năm) hàng tuần.
Ngày 31 tháng 5 năm 2007, chương trình đã ấn định được số phát sóng cuối cùng của mình là 1 trận chung kết sớm. Chương trình được cho là đã thu hút hàng triệu khán giả và được bình chọn là một trong những chương trình được yêu thích nhất trong thời phát sóng.

## Luật chơi
Chương trình này được tổ chức theo thể thức cuộc thi gồm vòng loại và chung kết.

### Các chương trình vòng loại

#### Năm thứ 1 và 2 (31/3/2001 - 27/4/2003)
Có 3 thí sinh trong một tập. Mỗi thí sinh được tặng 500 điểm trước để bắt đầu chương trình.

##### Chặng 1
Mỗi thí sinh sẽ lần lượt lựa chọn 1 trong 6 quốc gia được cho sẵn. Mỗi quốc gia tương ứng với một câu hỏi với ba khả năng trả lời. Ba thí sinh bấm chuông giành quyền trả lời. Người đầu tiên trả lời đúng được 500 điểm và hai người còn lại bị trừ 100 điểm, nếu sai người đó bị trừ 100 điểm và hai người còn lại sẽ bấm nút giành quyền trả lời. Người chơi thứ hai trả lời đúng được 250 điểm và hai người còn lại bị trừ thêm 100 điểm, sai bị trừ 100 điểm. Trong trường hợp không có thí sinh nào trả lời đúng, mỗi người sẽ bị trừ thêm 100 điểm.

##### Chặng 2
Mỗi người sẽ lần lượt lựa chọn 1 trong 6 quốc gia được đưa ra, người có số điểm thấp nhất sẽ chọn trước. Các thí sinh có 15 giây suy nghĩ và chọn đúng hay sai cho mỗi câu hỏi. Trả lời đúng được 500 điểm, sai bị trừ 200 điểm. Trong trường hợp không có thí sinh nào trả lời đúng, mỗi người sẽ bị trừ thêm 200 điểm.
Sau chặng 2, những thí sinh kết thúc với số điểm thấp hơn 500 sẽ bị loại khỏi cuộc thi và chỉ được nhận phần quà lưu niệm của nhà tài trợ, bất chấp số điểm hiện có.

##### Chặng 3
Trước khi bắt đầu chặng 3, thí sinh có 15 giây để quyết định số điểm cược của mình bằng cách nhập số điểm định cược trên bàn phím số (tối thiểu là 500 điểm và tối đa là toàn bộ số điểm mình đang có). Sau đó, khách mời của chương trình sẽ xuất hiện và đưa ra một câu hỏi với ba phương án lựa chọn. Thí sinh có 15 giây suy nghĩ để trả lời câu hỏi này. Trả lời đúng được số điểm đã cược, trả lời sai bị trừ đi số điểm đã cược trước đó.
Sau chặng 3, người có số điểm cao nhất sẽ nhận giải thưởng 3 triệu đồng và lọt vào vòng đặc biệt của chương trình, người về thứ hai và thứ ba sẽ lần lượt nhận được các giải thưởng 750.000 đồng và 200.000 đồng. Tuy nhiên, để nhận được phần thưởng tương ứng của chương trình, số điểm của thí sinh sau chặng 3 phải lớn hơn 0, nếu không, thí sinh sẽ ra về mà không có tiền thưởng.

##### Chặng 4 (vòng đặc biệt)
Thí sinh sẽ lựa chọn 1 trong 6 chuyến du lịch của chương trình (có trị giá từ 1 triệu đồng đến 6 triệu đồng) trước khi bắt đầu phần chơi. Thí sinh tham gia chặng này sẽ có 10 giây để suy nghĩ về các gợi ý. Sau đó, trong vòng 45 giây, người dẫn chương trình sẽ đưa ra các câu hỏi với đáp án là 1 trong 10 từ khóa được đưa ra. Người trả lời có thể bỏ qua nếu không trả lời được. Mỗi từ có 10 giây suy nghĩ và được tính từ khi MC đọc xong câu hỏi, nếu hết 10 giây mà thí sinh chưa trả lời, sẽ mặc định là bỏ qua. Trả lời đúng 6/10 câu, người chơi sẽ giành chiến thắng và nhận được giải thưởng là chuyến du lịch đã lựa chọn trước đó.

#### Năm thứ 3 đến năm thứ 5 (21/8/2003 - 7/9/2006)
Có 3 đội (mỗi đội 2 thành viên) trong một chương trình. Mỗi đội được tặng trước 500 điểm để bắt đầu chương trình.

##### Chặng 1
Mỗi đội sẽ lần lượt lựa chọn 1 trong 5 quốc gia cho trước. Mỗi quốc gia tương ứng với một câu hỏi với ba khả năng trả lời. Các đội có 15 giây suy nghĩ và trả lời bằng cách bấm 1 trong 3 phím số 1, 2, 3 trên bàn phím. Trả lời đúng được 500 điểm, sai bị trừ 100 điểm.

##### Chặng 2
Có 5 đoạn băng, mỗi đoạn băng có chứa một câu hỏi. Mỗi đội sẽ lần lượt lựa chọn 1 đoạn băng và đội có số điểm thấp nhất sẽ chọn trước. Các đội bấm chuông để giành quyền trả lời. Trả lời đúng được 500 điểm, sai bị trừ 100 điểm và các đội còn lại tiếp tục bấm chuông trả lời; điểm đạt được nếu trả lời đúng sẽ giảm đi 100 điểm mỗi lần.
Sau chặng 2, bất cứ đội chơi nào kết thúc với số điểm dưới 500 sẽ bị loại khỏi cuộc thi và chỉ được nhận phần quà lưu niệm của nhà tài trợ, bất chấp số điểm hiện có.

##### Chặng 3
Trước khi bắt đầu chặng 3, các đội sẽ có 15 giây để quyết định số điểm cược của mình bằng cách nhập số điểm định cược trên bàn phím số (tối thiểu 500 điểm và tối đa là toàn bộ số điểm họ đang có). Sau đó, khách mời của chương trình sẽ xuất hiện và đưa ra một câu hỏi với ba phương án lựa chọn. Các đội có 15 giây suy nghĩ và trả lời câu hỏi. Trả lời đúng được số điểm đã cược, trả lời sai bị trừ đi số điểm đã cược trước đó.
Sau 3 chặng, đội có số điểm cao nhất sẽ nhận giải thưởng 3 triệu đồng và lọt vào vòng đặc biệt của chương trình. Đội có số điểm cao thứ hai sẽ nhận giải thưởng 1 triệu đồng, còn đội ít điểm nhất sẽ nhận giải thưởng 500.000 đồng. Tuy nhiên, để nhận được phần thưởng tương ứng của chương trình, số điểm của đội chơi sau chặng 3 phải lớn hơn 0, nếu không, đội chơi sẽ ra về mà không có tiền thưởng.

##### Chặng 4 (vòng đặc biệt)
Đội chơi sẽ lựa chọn 1 trong 3 giải thưởng của chương trình (gồm các phần thưởng 2 triệu đồng, 3 triệu đồng và 4 triệu đồng) trước khi bắt đầu. Đội chơi tự quyết định người hỏi và người trả lời. Có 10 từ khoá được đưa ra. Người hỏi sẽ có 30 giây để suy nghĩ về các từ khoá, sau đó trong vòng 60 giây, người hỏi phải cố gắng diễn tả đặc điểm của từ khoá để người kia trả lời. Người hỏi không được nói ra bất kỳ tiếng gì trong từ khoá hoặc sử dụng từ của tiếng nước ngoài hoặc dùng ngôn ngữ cơ thể. Người trả lời có thể bỏ qua nếu không trả lời được. Trả lời đúng 6/10 từ khoá, đội chơi sẽ giành chiến thắng và nhận được giải thưởng mình đã lựa chọn trước đó.

#### Năm thứ 6 (14/9/2006 - 31/5/2007)
Mỗi đội được tặng trước 1000 điểm để bắt đầu chương trình.

##### Chặng 1: Làm quen
Có 7 quốc gia. Mỗi đội sẽ lần lượt lựa chọn 1 quốc gia. Mỗi quốc gia tương ứng với một đoạn băng, trong đó khách mời người nước ngoài sẽ đưa ra một câu hỏi với ba khả năng trả lời bằng tiếng Việt. Các đội có 15 giây suy nghĩ. Trả lời đúng được 1000 điểm, sai bị trừ 200 điểm.

##### Chặng 2: Tìm hiểu
Mỗi đội sẽ cử 1 thành viên tham gia chơi chính. Có 5 gói câu hỏi Cua, Ốc, Hến, Ngao, Sò, mỗi gói có 5 câu hỏi dưới dạng đúng hoặc sai. Trong vòng 70 giây, thành viên chính sẽ trả lời các câu hỏi này. Nếu thời gian vẫn còn, thành viên thứ hai có thể chỉnh sửa câu trả lời (đúng thành sai, sai thành đúng). Trả lời đúng mỗi câu được 500 điểm, sai không bị trừ điểm.
Sau chặng 2, bất cứ đội chơi nào kết thúc với số điểm dưới 1000 sẽ bị loại và chỉ được nhận phần quà lưu niệm của nhà tài trợ, bất chấp số điểm hiện có.

##### Chặng 3: Gặp gỡ
Trước khi bắt đầu chặng 3, các đội sẽ có 15 giây để quyết định số điểm cược của mình bằng máy tính (tối thiểu 1000 điểm và tối đa là toàn bộ số điểm họ đang có). Sau đó, khách mời của chương trình sẽ xuất hiện và đưa ra một câu hỏi với 3 phương án trả lời. Các đội có 15 giây suy nghĩ. Trả lời đúng được số điểm đã cược, trả lời sai bị trừ đi số điểm đã cược trước đó.
Sau 3 chặng, đội có số điểm cao nhất sẽ nhận giải thưởng 3 triệu đồng và lọt vào vòng đặc biệt của chương trình. Đội có số điểm cao thứ hai sẽ nhận giải thưởng 2 triệu đồng, đội ít điểm nhất sẽ nhận giải thưởng 1 triệu đồng. Tuy nhiên, để nhận phần thưởng tương ứng của chương trình, số điểm của đội chơi sau chặng 3 phải lớn hơn 0, nếu không, đội chơi sẽ ra về mà không có tiền thưởng.

##### Chặng 4: Chinh phục (vòng đặc biệt)
Tương tự với chặng 4 trong giai đoạn từ năm thứ 3 đến năm thứ 5.

### Chung kết năm
Ba người chơi/đội chơi có số điểm cao nhất trong số tất cả các thí sinh/đội thi tham dự chương trình trong một năm sẽ tham dự cuộc thi chung kết để tìm ra nhà vô địch của năm đó (cuộc thi này được truyền hình trực tiếp trên VTV3, sau đó được phát lại vào các khung giờ trên VTV3 và VTV4). Người chiến thắng trận chung kết sẽ nhận được giải thưởng là chuyến đi du lịch châu Âu dành cho hai người.

## Người dẫn chương trình
Từ ngày chương trình Hành trình văn hoá ra mắt thì đã có khoảng 4 người dẫn chương trình: Bạch Dương, Hoa Thanh Tùng, Hồng Phúc, Lam Kiều. Nhưng người để lại ấn tượng sâu đậm nhất trong khán giả là Bạch Dương và Hoa Thanh Tùng.
- Hoa Thanh Tùng: 31/3/2001 - 31/3/2002
- Bạch Dương: Phụ trách hành trình (31/3/2001 - 31/3/2002), dẫn chính (6/4/2002 - 27/4/2003, 21/8/2003 - 31/5/2007)
- Lam Kiều: vài số trong khoảng giai đoạn 21/8/2003 - 2/9/2004
- Hồng Phúc: vài số đầu năm 2007

## Nhà tài trợ
- 31/3/2001 - 7/9/2006: Double Rich
- 14/9/2006 - 31/5/2007: JVC, Suzuki, Salonpas, bún Điểm Sáng

## Tạm ngừng phát sóng
Hành trình văn hóa đã có một số lần phải tạm ngừng phát sóng do trùng với các sự kiện đặc biệt. Các chương trình bị hoãn đã được phát sóng trở lại vào 1 tuần sau đó. Cụ thể:
- 16 và 23/6/2002, do trùng với thời điểm phát sóng trực tiếp trận đấu tại World Cup 2002.
- 31/8/2002, do trùng với thời điểm phát sóng trực tiếp cầu truyền hình "Tình sâu hơn nước Hồng Hà, Cửu Long".
- Trong giai đoạn từ ngày 3/5 đến 16/8/2003, nhằm mục đích nâng cấp luật chơi cho format năm thứ 3.
- 11/12/2003, do trùng với thời điểm phát sóng trực tiếp các môn thi đấu tại SEA Games 22.
- 1/1/2004, do trùng với thời điểm phát sóng trực tiếp lễ trao giải Trí tuệ Việt Nam 2003.
- 15/6/2006, do trùng với thời điểm phát sóng trực tiếp trận đấu tại World Cup 2006.

## Sự cố
Trong số phát sóng ngày 3 tháng 8 năm 2006, chương trình đã đưa thông tin "trụ sở của Liên Hợp Quốc nằm tại Washington, D.C. - Mỹ" trong khi thông tin đúng là ở thành phố New York. Trưa 4 tháng 8 năm 2006, VTV đã cáo lỗi với khán giả.